# Tipula leechi
Tipula leechi är en tvåvingeart som beskrevs av Alexander 1938. Tipula leechi ingår i släktet Tipula och familjen storharkrankar. Inga underarter finns listade i Catalogue of Life.